# Kula (Bulgária)
Kula (cidade) (búlgaro:Кула) é uma cidade da Bulgária, localizada no distrito de Vidin. A sua população era de 3,287 habitantes segundo o censo de 2010.

## População
| Kula (cidade) | Kula (cidade) | Kula (cidade) | Kula (cidade) | Kula (cidade) | Kula (cidade) | Kula (cidade) | Kula (cidade) | Kula (cidade) | Kula (cidade) | Kula (cidade) | Kula (cidade) | Kula (cidade) | Kula (cidade) | Kula (cidade) | Kula (cidade) | Kula (cidade) | Kula (cidade) | Kula (cidade) | Kula (cidade) |
| --- | ------------- | ------------- | ------------- | ------------- | ------------- | ------------- | ------------- | ------------- | ------------- | ------------- | ------------- | ------------- | ------------- | ------------- | ------------- | ------------- | ------------- | ------------- | ------------- |
| Ano | 1887          | 1910          | 1934          | 1946          | 1956          | 1965          | 1975          | 1985          | 1992          | 2001          | 2002          | 2003          | 2004          | 2005          | 2006          | 2007          | 2008          | 2009          | 2010          |
| População |               |               |               | 5,550         | 6,474         | 5,876         | 5,660         | 5,213         | 4,632         | 4,018         | 3,989         | 3,869         | 3,745         | 3,665         | 3,575         | 3,544         | 3,435         | 3,369         | 3,287         |
| Fontes: Instituto Nacional de Estatísticas, „citypopulation.de“, „pop-stat.mashke.org“, Bulgarian Academy of Sciences |               |               |               |               |               |               |               |               |               |               |               |               |               |               |               |               |               |               |               |